# 西比里亚克市镇
西比里亚克市镇（俄语：Сибирякское муниципальное образование）是俄罗斯联邦伊尔库茨克州图伦区所属的一个市镇。其下辖有个居民点，行政中心为西比里亚克。据2016年统计，该市镇的人口为600人。